# Ixehuaco
Ixehuaco är en ort i Mexiko.   Den ligger i kommunen Xochiapulco och delstaten Puebla, i den sydöstra delen av landet, 160 km öster om huvudstaden Mexico City. Ixehuaco ligger 2 077 meter över havet och antalet invånare är 180.
Terrängen runt Ixehuaco är huvudsakligen kuperad, men västerut är den bergig. Runt Ixehuaco är det ganska tätbefolkat, med 129 invånare per kvadratkilometer. Närmaste större samhälle är Xochiapulco, 2,2 km väster om Ixehuaco. I omgivningarna runt Ixehuaco växer huvudsakligen savannskog.